# لارس اریکسون (بازیکن فوتبال، زاده ۱۹۲۶)
لارس اریکسون (سوئدی: Lars Eriksson; ۶ فوریهٔ ۱۹۲۶ – ۱ فوریهٔ ۱۹۹۴) بازیکن فوتبال اهل سوئد بود.
از باشگاه‌هایی که در آن بازی کرده‌است می‌توان به باشگاه فوتبال دیگرفوش و باشگاه فوتبال تولوز اشاره کرد.
وی همچنین در تیم ملی فوتبال سوئد بازی کرده‌است.